# Cromosoma 16
El cromosoma 16 és un dels 23 parells de cromosomes del cariotip humà. Els éssers humans posseeixen normalment dues còpies d'aquest cromosoma. El cromosoma 16 posseïx al voltant de 90 milions de parells de bases, representant una mica menys del 3% del la quantitat d'ADN del genoma.

## Gens

Imatge del cromosoma 16 humà.

El nombre estimat de gens que alberga el cromosoma 16 oscil·la entre 800 i 1200. Alguns d'ells són:
- ABCC6: ATP-binding cassette, subfamília C (CFTR/MRP), membre 6
- CCL17: Quimiocina (C-C motif) ligant 17 (scya17)
- CCL22: Quimiocina (C-C motif) ligant 22 (scya22)
- CX3CL1: Quimiocina (C-X3-C motif) ligant 1 (scyd1)
- CREBBP: CREB binding protein (síndrome de Rubinstein-Taybi)
- COQ7: biosíntesis de ubiquitina
- GAN: Neuropatia axonal gegant (gigaxonina)
- LITAF: TNF lipopolisacárido-inducido
- MEFV: Febre mediterrània
- PKD1: malaltia poliquística renal 1 (autonòmica dominant)
- TAT: tirosín-aminotransferasa
- TSC2: esclerosi tuberosa 2
- CARD15: Receptor C2 similar a NOD2/NOD (NLRC2)

## Malalties i trastorns
Les següents malalties són algunes de les que estan relacionades amb defectes de gens en el cromosoma 16:
- Malaltia de Charcot-Marie-Tooth
- Febre mediterrània familiar
- Neuropatia axonal gegant
- Malaltia poliquística renal
- Pseudoxantoma elàstic
- Síndrome de Rubinstein-Taybi
- Esclerosi tuberosa
- Malaltia de Crohn